# Episodi di Luna di miele
Questa voce contiene trame, dettagli e crediti dei registi e degli sceneggiatori dell'unica stagione della serie televisiva Luna di miele.
Negli Stati Uniti, la serie andò in onda sulla ABC dal 25 febbraio al 22 aprile 1981. In Italia, la serie andò in onda su Rete 4 nel 1982.
| n° | Titolo originale                                                       | Titolo italiano | Prima TV UK      | Prima TV Italia |
| -- | ---------------------------------------------------------------------- | --------------- | ---------------- | --------------- |
| 1  | Alex and Annie / Honeymoon Blues / Everything Else                     |                 | 25 febbraio 1981 |                 |
| 2  | The Star / The Trouble with Chester / Fran's Worst Friend              |                 | 4 marzo 1981     |                 |
| 3  | The Kid Who Would Be a Daddy / Make Me a Match / Treasure Hunt         |                 | 11 marzo 1981    |                 |
| 4  | Fantasie Impromptu / Engaged to Be Dumped/ Fiona                       |                 | 25 marzo 1981    |                 |
| 5  | The Best of Friends/ Success / 9 Carats                                |                 | 1 aprile 1981    |                 |
| 6  | Sydney's Old Flame / Everett and The Wolf / Lurp's in Love             |                 | 8 aprile 1981    |                 |
| 7  | Letter from Broadway/ Letter from Cyrano/ Letter from a Secret Admirer |                 | 15 aprile 1981   |                 |
| 8  | Catching Up/ Wambling Out to Yon/ Black Day at Bad Rock                |                 | 22 aprile 1981   |                 |